# Museo delle arti e tradizioni popolari (Frattura)
Il Museo delle arti e tradizioni popolari è situato a Frattura, frazione di Scanno (AQ), in Abruzzo.

## Descrizione
Il museo è ospitato presso la sagrestia della chiesa di San Nicola a Frattura Nuova.
Nel percorso museale sono esposti gli attrezzi delle tradizioni popolari del territorio:
- attrezzi agricoli;
- attrezzi d'uso quotidiano (saponi ed altri attrezzi per il bucato e l'igiene quotidiana, battilardo, attrezzi vari per la cucina, attrezzi vari per la stanza da letto)
- attrezzi pastorali ed attrezzi vari.

Gli anziani di Frattura hanno donato al museo gli attrezzi che non utilizzano più e che sono in mostra.